# Контрвалационная линия

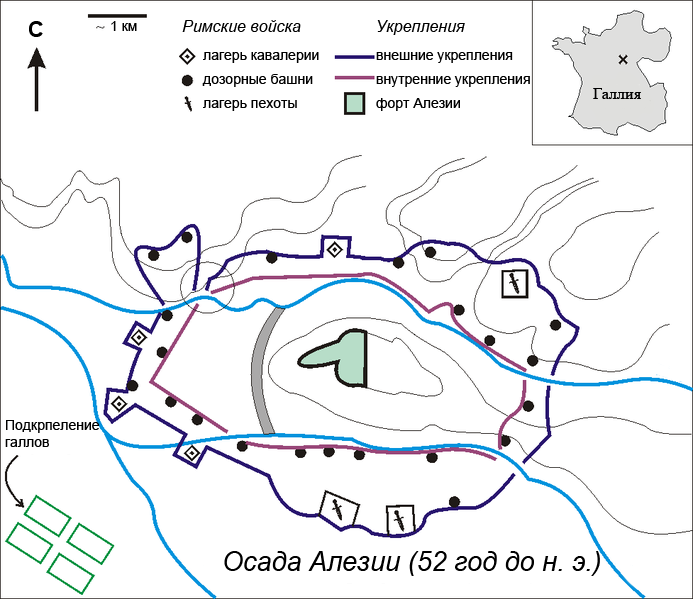
Схема осады Алезии

Контрвалационная линия (от лат. contra — против и лат. valatio — укрепление, вал) — фортификационное сооружение (вал, стена) вокруг осаждаемого объекта, препятствующее осаждённым прорвать блокаду или совершать вылазки.
Парным термином для контрвалационной линии является циркумвалационная линия (от лат. circum — вокруг и лат. valatio — укрепление, вал), предназначенная для защиты осаждающих от внешнего нападения.

## История
Использование укреплений при осаде крепостей известно с античности. Спартанцы, например, применили блокаду со строительством кирпично-деревянных контр- и циркумвалационных линий при осаде греческого города Платеи в 431 году до н. э.. Одним из наиболее ярких случаев применения контр- и циркумвалационных линий в древнеримской истории является осада Алезии в 52 году до н. э., во время которой войска Гая Юлия Цезаря возвели вокруг галльской города-крепости две стены. Это позволило им отразить удар многократно превосходивших их войск галлов как снаружи, так и изнутри и покорить Галлию.
И в древнее время, и в Средневековье, до развития артиллерии, осаждающие часто прибегали к строительству укреплений, так как долговременная блокада являлась более продуктивной тактикой в противоположность штурмам. Линии обороны осаждающих возводились из камня и дерева или земли и включали в себя хорошо укреплённые строения: редуты, кронверки, штерншанцы и т. п. Между ними обустраивались траншеи.